# テクラ (企業)
テクラ・コーポレーション（フィンランド語: Tekla Oyj、英語: Tekla Corporation）は、フィンランドの、ソフトウェア製作・販売会社で、3DCGプログラムを得意とする。
1966年にフィンランドでいくつかのソフトウェア会社が集まって創業された。
構造鉄骨設計用ソフトウェアのXsteelの普及以降、広く国外にも事業を展開するようになった。
Xsteelの現在のソフトウェア名がTekla Structuresである。

## ソフトウェア名
- Tekla BIMsight
- Tekla Structures

## 所在地
本社は、フィンランド南部のエスポーにある。
日本支店は、東京都品川区北品川にある。